# Pavel Horváth
Pavel Horváth (* 22. April 1975 in Prag) ist ein tschechischer Fußballspieler.

## Spielerkarriere
Pavel Horváth spielte seit seinem sechsten Lebensjahr für Sparta Prag. Nach dem Debüt für Sparta in der 1. Liga 1994 wechselte der Mittelfeldspieler zum FK Jablonec, wo er schnell Stammspieler wurde. Im Sommer 1996 kaufte ihn für etwa 20 Millionen Kronen Slavia Prag. Dort entwickelte er sich zum torgefährlichen Mittelfeldregisseur. Am 9. Februar 1999 kam er zu seinem ersten Länderspieleinsatz für Tschechien. Er gehörte auch zum tschechischen EM-Kader 2000. Horváth wechselte nach der Europameisterschaft zu Sporting Lissabon und im September 2001 zu Galatasaray Istanbul. Dort blieb er allerdings nur wenige Monate und ging im Januar 2002 zum FK Teplice. Sein vorerst letztes Länderspiel machte Horváth am 17. April 2002 gegen Griechenland. 
Im Sommer 2004 verpflichtete ihn der japanische Verein Vissel Kōbe, der zu diesem Zeitpunkt vom tschechischen Trainer Ivan Hašek gecoacht wurde. In Kōbe gehörte Horváth zu den Leistungsträgern. 
Mitte September 2006 wechselte Pavel Horváth zu Sparta Prag. Im Ligaspiel im August 2007 zwischen Sparta Prag und Viktoria Žižkov sorgte Horváth für Aufregung, als er nach seiner Auswechslung kurz vor dem Schlusspfiff den rechten Arm mehrfach in Richtung des Fanblocks erhob, und den Hitlergruß ausführte. Für diese Aktion wurde er vom tschechischen Fußballverband zu einer Geldstrafe von rund 7000 Euro verurteilt.
Horváth wechselte zur Saison 2008/09 zum FC Viktoria Pilsen, wo er momentan Kapitän ist.